# Clavier-Übung
Clavier-Übung (в более современном написании Klavierübung, буквально «упражнения для клавира») — общее название для сборников клавирной музыки конца 17-го — начала 18-го веков. Впервые такое название встречается у Иоганна Кунау в 1689 году. Позже термин стал в основном ассоциироваться с четырьмя публикациями Иоганна Себастьяна Баха Clavier-Übung.

## Clavier-Übung у разных композиторов
Следующие композиторы опубликовали произведения под названием Clavier-Übung:
- Иоганн Себастьян Бах:[1][2]
  - Clavier-Übung I: шесть партит, опубликованных отдельно в 1726—1730, а затем объединённых в один том в 1731.
  - Clavier-Übung II: «Итальянский концерт» и «Французская увертюра» (1735).
  - Clavier-Übung III: также известная как «Немецкая органная месса» (1739).
  - Clavier-Übung IV: Ария с разнообразными вариациями, известная как «Гольдберг-вариации» (1741).
- Ферруччо Бузони
  - Klavierübung[англ.] (1918—1925)
- Кристоф Граупнер
  - Leichte Clavier-Übungen (буквально «легкие упражнения для клавира») (ок. 1730)
- Иоганн Людвиг Кребс
  - Clavier Ubung Bestehend in verschiedenen vorspielen und veränderungen einiger Kirchen Gesaenge (Нюрнберг, Ю. Ю. Хаффнер, ок. 1744)
  - Clavier-Ubung bestehet in einer [. . . ] Suite [. . . ] Zweyter Theil (Нюрнберг, Ю. Ю. Хаффнер, ок. 1744)
  - Clavier-Ubung bestehend in sechs Sonatinen … IIIter Theil (Нюрнберг, Ю. Ю. Хаффнер, ок. 1744)
- Иоганн Филипп Кирнбергер
  - Clavierübungen mit der bachischen Applicatur, четыре тома, 1761—1766 годах
- Иоганн Кригер
  - Anmuthige Clavier-Übung (1698 г.)
- Иоганн Кунау[1][2]
  - Neuer Clavier-Übung, erster Theil (1689)
  - Neuer Clavier-Übung, anderer Theil (1692)
- Винсент Любек
  - Clavier Übung (1728)
- Георг Андреас Зорге
  - Clavier Übung в трех частях, 18 сонат для клавесина (1738 — ок. 1745)
  - Clavier Übung в двух частях, 24 прелюдии для органа или клавикорда (1739—1742)

## Использованная литература
1. 1 2 3 4  Wollf (1991) p.189
2. 1 2 3  Boyd (2006) p.193)